# AFO Primera B
La Primera B constituye el cuarto nivel de competición del sistema de ligas de fútbol de Bolivia y es la segunda categoría regional en la departamento de Oruro. Su organización depende de la Asociación de Fútbol Oruro.